# Zork II: The Wizard of Frobozz
Zork II: The Wizard of Frobozz (o semplicemente Zork II) è un'avventura testuale pubblicata da Infocom per numerosi computer a partire dal novembre 1981. Il gioco è in seguito diretto di Zork I: The Great Underground Empire, ed è seguito a sua volta da Zork III: The Dungeon Master.

## Trama
Il gioco inizia dove terminava la trama di Zork I.
Questa volta il giocatore, armato della sua fida lanterna e di una vecchia spada elfica, dovrà cercare 10 tesori e allo stesso tempo evitare le trappole del Mago di Frobozz, una volta rispettato stregone ora alle prese con una demenza senile. Il raccogliere tutti i tesori non fa automaticamente terminare il gioco: questi servono per trovare un modo di raggiungere il finale.

## Modalità di gioco
La modalità di gioco rimane praticamente identica a quella del titolo precedente. In Zork II però è più coinvolta la magia e si attraversano meno luoghi, ma il gioco ha maggiore profondità.
Sono presenti in tutto 86 luoghi, 50 oggetti e 684 parole.